# Communauté de communes Le Dunois
Die Communauté de communes Le Dunois ist ein französischer Gemeindeverband mit der Rechtsform einer Communauté de communes im Département Cher in der Region Centre-Val de Loire. Sie wurde am 18. Dezember 2000 gegründet und umfasst 16 Gemeinden (Stand: 1. Januar 2024). Der Verwaltungssitz befindet sich im Ort Dun-sur-Auron.
Alternative Schreibweisen:
- Communauté de communes le Dunois bzw.
- Communauté de communes du Dunois

## Mitgliedsgemeinden
| Gemeinde                         | Einwohner 1. Januar 2022 | Fläche km² | Dichte Einw./km² | Code INSEE | Postleitzahl |
| -------------------------------- | ------------------------ | ---------- | ---------------- | ---------- | ------------ |
| Bannegon                         | 246                      | 21,08      | 12               | 18021      | 18210        |
| Bussy                            | 357                      | 26,69      | 13               | 18040      | 18130        |
| Chalivoy-Milon                   | 380                      | 19,61      | 19               | 18045      | 18130        |
| Cogny                            | 32                       | 16,69      | 2                | 18068      | 18130        |
| Contres                          | 34                       | 16,03      | 2                | 18071      | 18130        |
| Dun-sur-Auron                    | 3.566                    | 50,09      | 71               | 18087      | 18130        |
| Lantan                           | 95                       | 13,36      | 7                | 18121      | 18130        |
| Le Pondy                         | 154                      | 6,63       | 23               | 18183      | 18210        |
| Osmery                           | 273                      | 26,60      | 10               | 18173      | 18130        |
| Parnay                           | 50                       | 17,28      | 3                | 18177      | 18130        |
| Raymond                          | 175                      | 9,24       | 19               | 18191      | 18130        |
| Saint-Denis-de-Palin             | 278                      | 30,51      | 9                | 18204      | 18130        |
| Saint-Germain-des-Bois           | 614                      | 29,00      | 21               | 18212      | 18340        |
| Senneçay                         | 451                      | 14,47      | 31               | 18248      | 18340        |
| Thaumiers                        | 392                      | 27,33      | 14               | 18261      | 18210        |
| Verneuil                         | 35                       | 11,04      | 3                | 18277      | 18210        |
| Communauté de communes Le Dunois | 7.132                    | 335,65     | 21               | –          | –            |